# Parc national des gorges de Bicaz-Hășmaș
Le parc national des gorges de Bicaz-Hășmaș (en roumain : Parcul național cheile Bicazului-Hășmaș, en hongrois : Békás-szoros – Nagyhagymás nemzeti park) est une aire protégée (parc national de la catégorie II IUCN) située en Roumanie, dans le territoire administratif des județe de Harghita et de Neamț.

## Localisation
Le parc national est situé au nord-est de la Roumanie, dans les monts Hășmaș dans les Carpates Orientales.

## Description
Le Parc national des gorges de Bicaz-Hășmaș avec une superficie de 6 575 ha a été déclaré aire protégée par la Loi numéro 5 du 6 mars 2000 (publié dans Monitorul Oficial numéro 152 du 12 avril 2000) et représente une zone montagneuse (crêtes, cirques, moraines, canyons, vallées, forêts et pâturages) avec une grande variété de la flore et de la faune spécifiques aux Carpates.

## Faune et flore

### Faune
Mammifères: ours brun (Ursus arctos), cervidés (Cervus elaphus), loup (Canis lupus), chamois (Rupicapra rupicapra), chevreuil (Capreolus capreolus), sanglier (Sus scrofa), fouine (Martes foina), lynx (Lynx), renard (Vulpes vulpes crucigera), chat sauvage (Felis silvestris).
Oiseaux: grand tétras (Tetrao urogallus), grand corbeau (Corvus corax), aigle royal [Aquila crysaetos), bruant fou (Emberiza cia), bergeronnette des ruisseaux (Motacilla cinerea), traquet motteux (Oenanthe oenanthe), mésange charbonnière (Parus major), roitelet huppé (Regulus regulus), chouette de l'Oural (Strix uralensis), alouette lulu (Lullula arborea), sittelle torchepot (Sitta europaea), grèbe esclavon (Podiceps auritus), rouge-gorge familier (Erithacus rubecula).
Reptiles, amphibiens et poissons: lissotriton montandoni (Triturus montadoni), triton crêté (Triturus cristatus), sonneur à ventre jaune (Bombina veriegata), chabot commun (Cottus gobio), barbeau méridional (Barbus meridionalis).

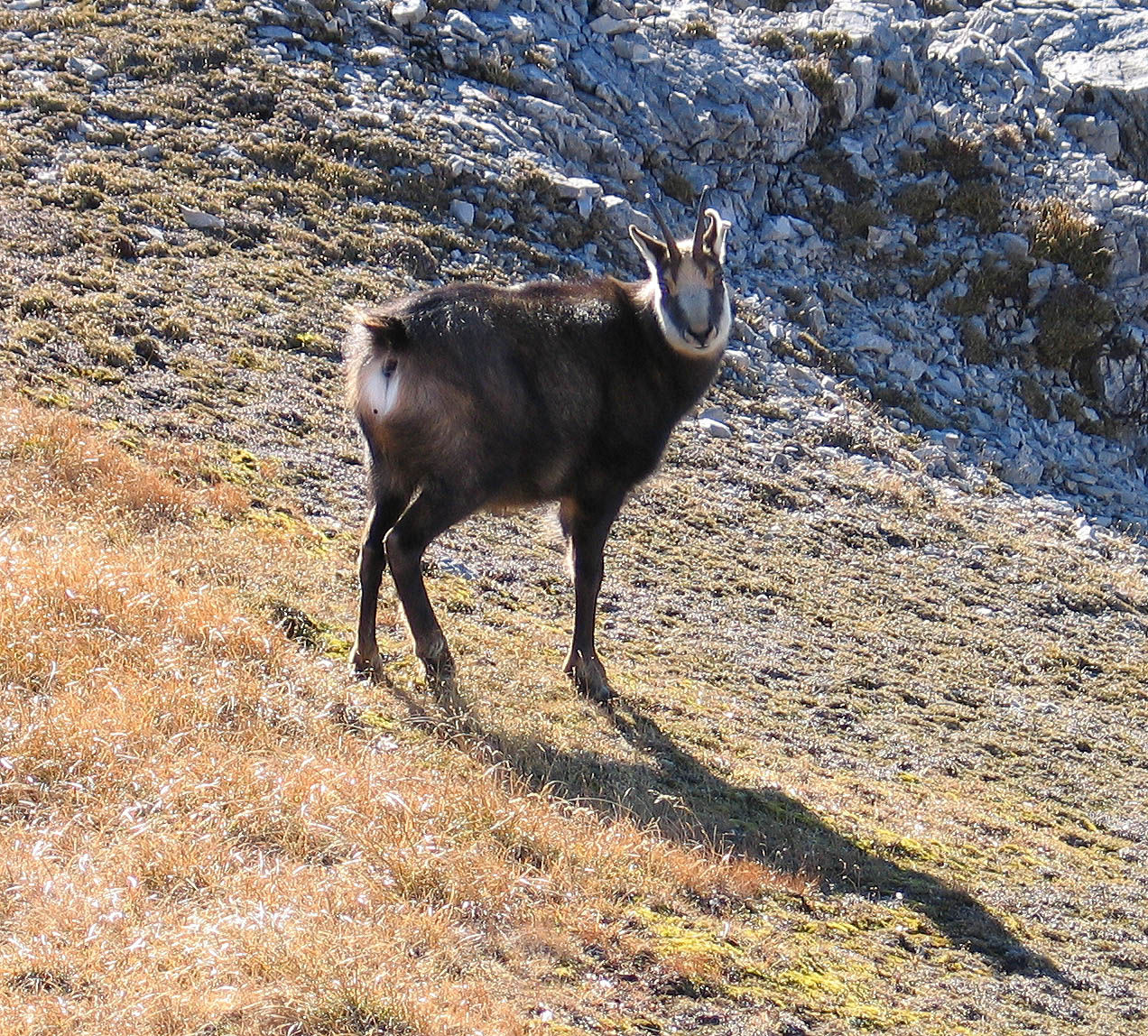
Rupicapra rupicapra
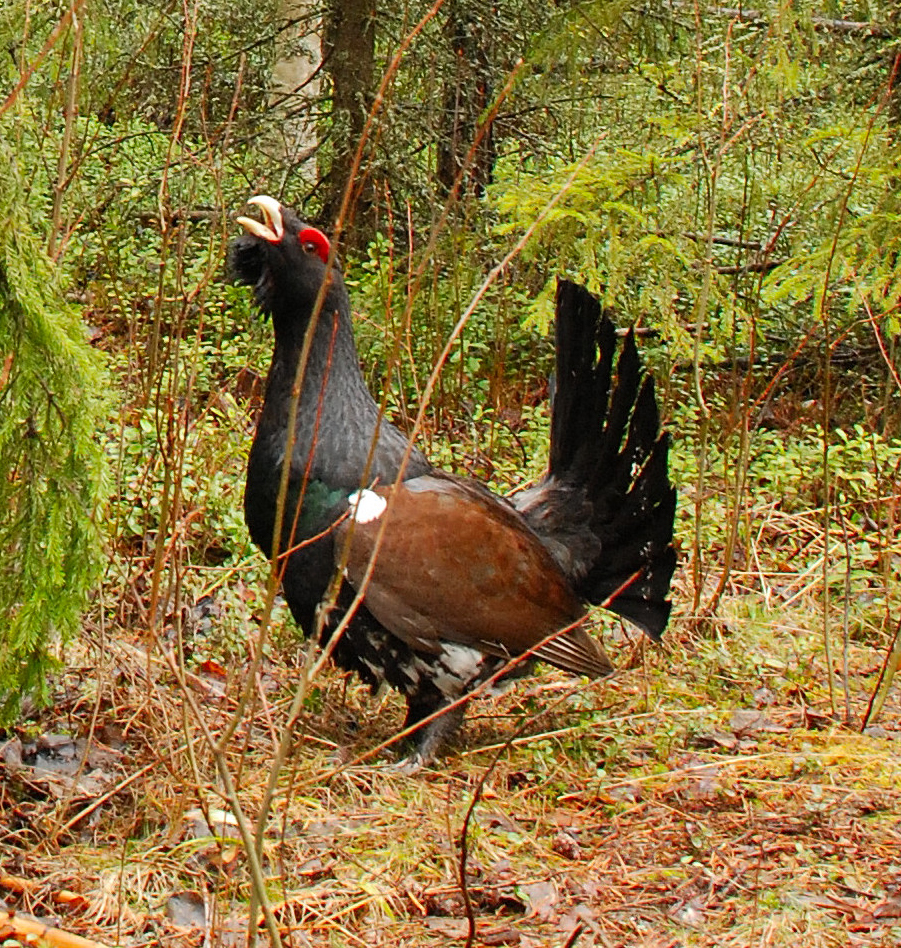
Tetrao urogallus
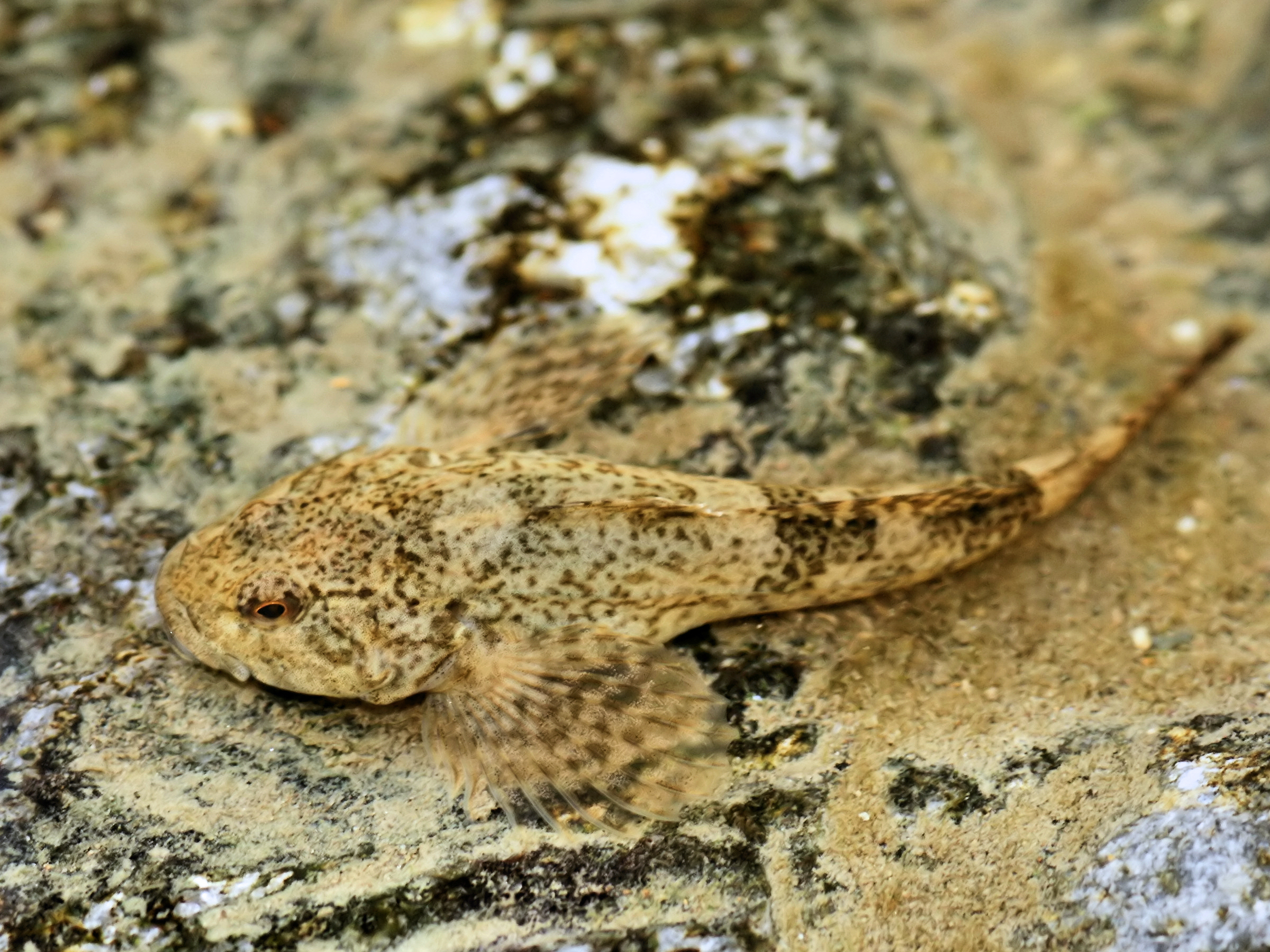
Cottus gobio

### Flore

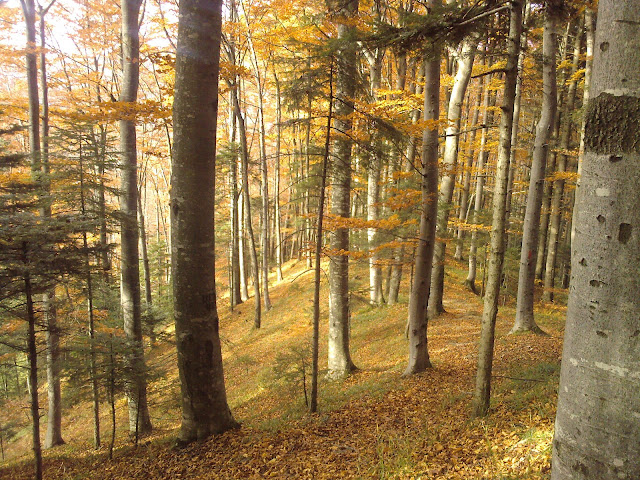
Forêt mixte

#### Espèces forestières
Arbres: pin sylvestre (Pinus sylvestris), sapin (Abies), épicéa commun (Picea abies), if commun (Taxus baccata), chêne pédonculé (Quercus robur), hêtre commun (Fagus sylvatica), chêne rouvre (Quercus petraea), charme commun (Carpinus betulus), tillelus (Tilia), frêne élevé (Fraxinus excelsior), aulne glutineaux (Alnus glutinosa);
Arbrisseaux: cornouiller sauvage (Cornus mas), coudrier (Corylus avellana), framboisier (Rubus idaeus), myrtille (Vaccinium myrtillus)

#### Espèces herbacées
Plante herbacée: édelweiss (Leontopodium alpinum), listère cordée (Listera cordata), grassette commune (Pinguicula vulgaris), listère à feuilles ovales (Listera ovata), oxytropis (Oxytropis carpatica), gentiane jaune (Gentiana lutea), vulpin des prés (Alopecurus pratensis), grande pimprenelle (Sanguisorba officinalis), daphné camélée (Daphne cneorum), anémone sylvie (Anemone nemorosa), Anémone fausse renoncule (Anemone ranunculoides).

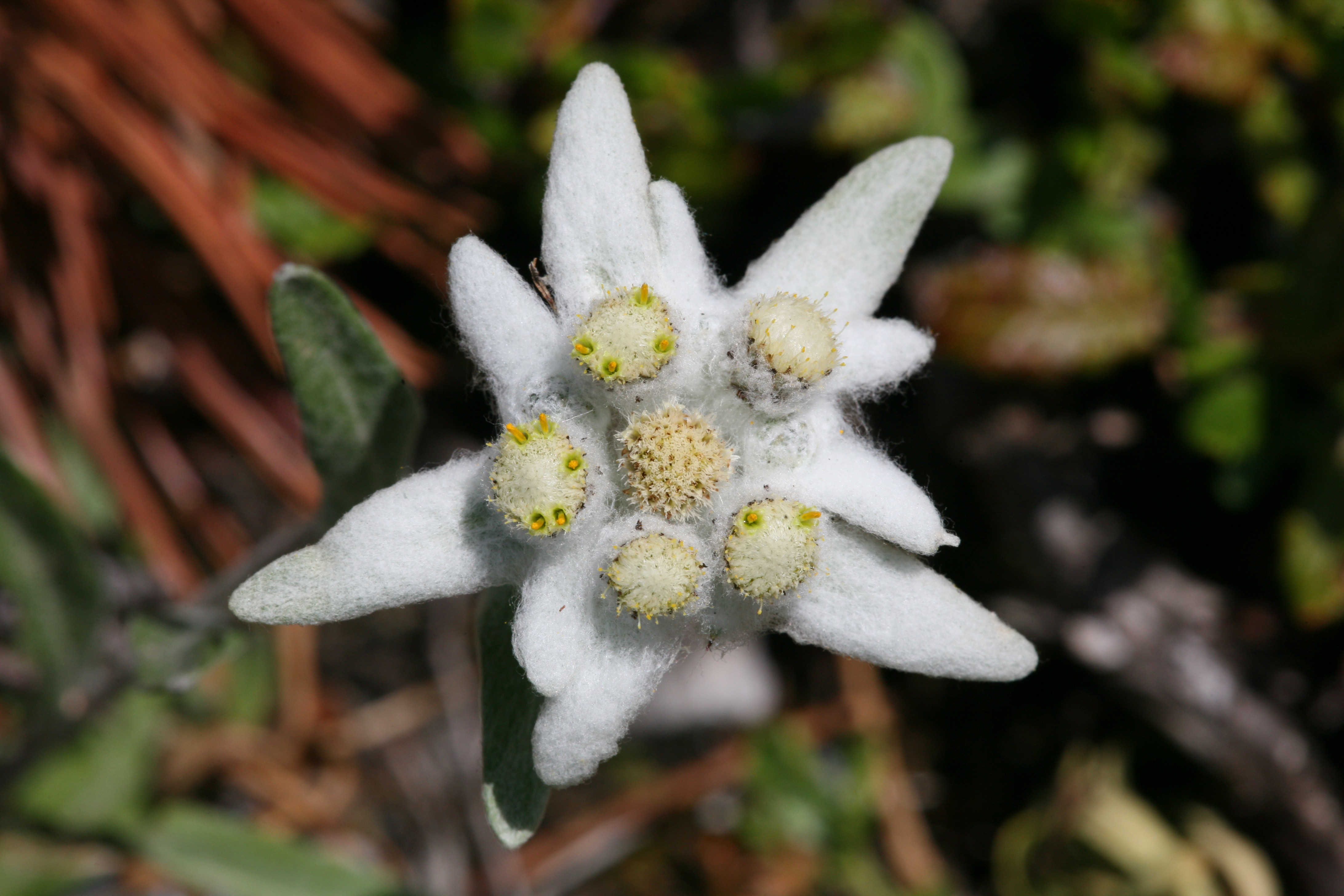
Leontopodium alpinum
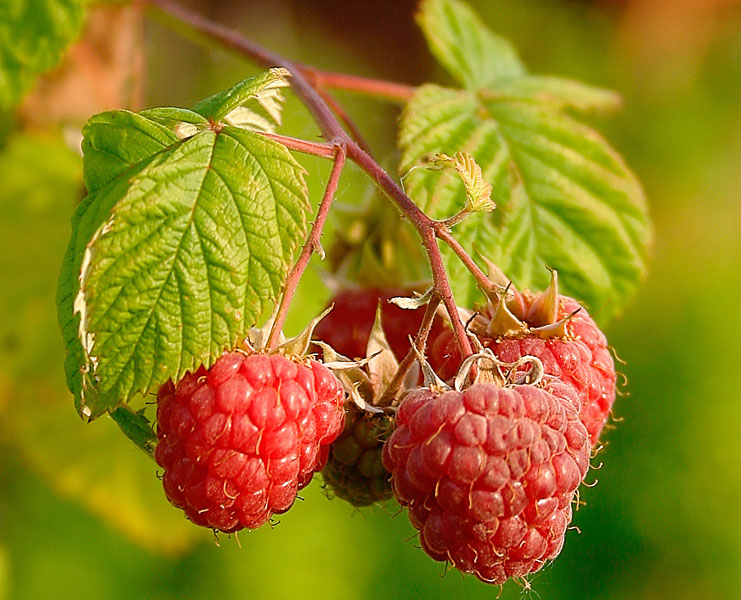
Rubus idaeus
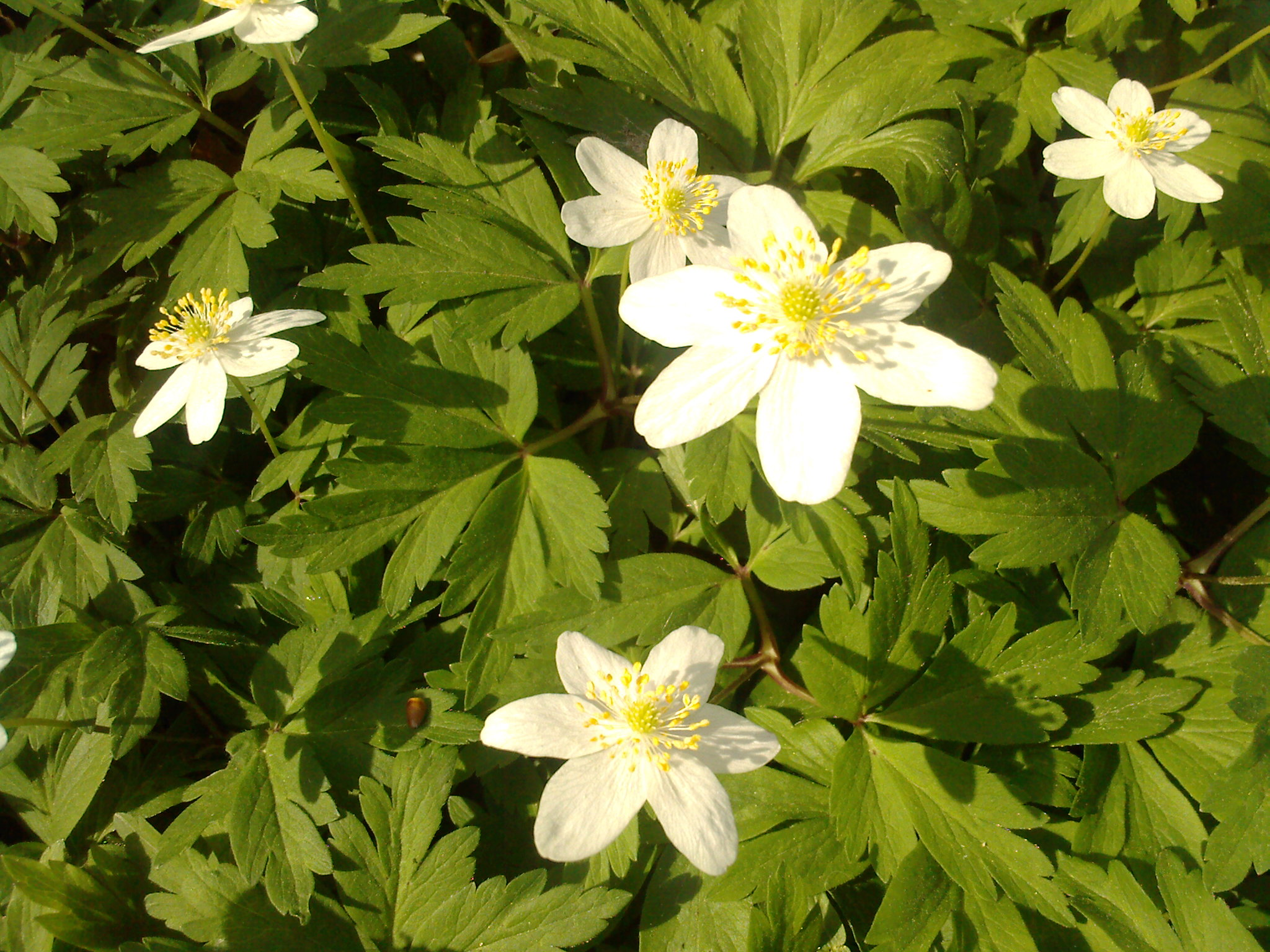
Anemone nemorosa

## Attractions touristiques dans les environs

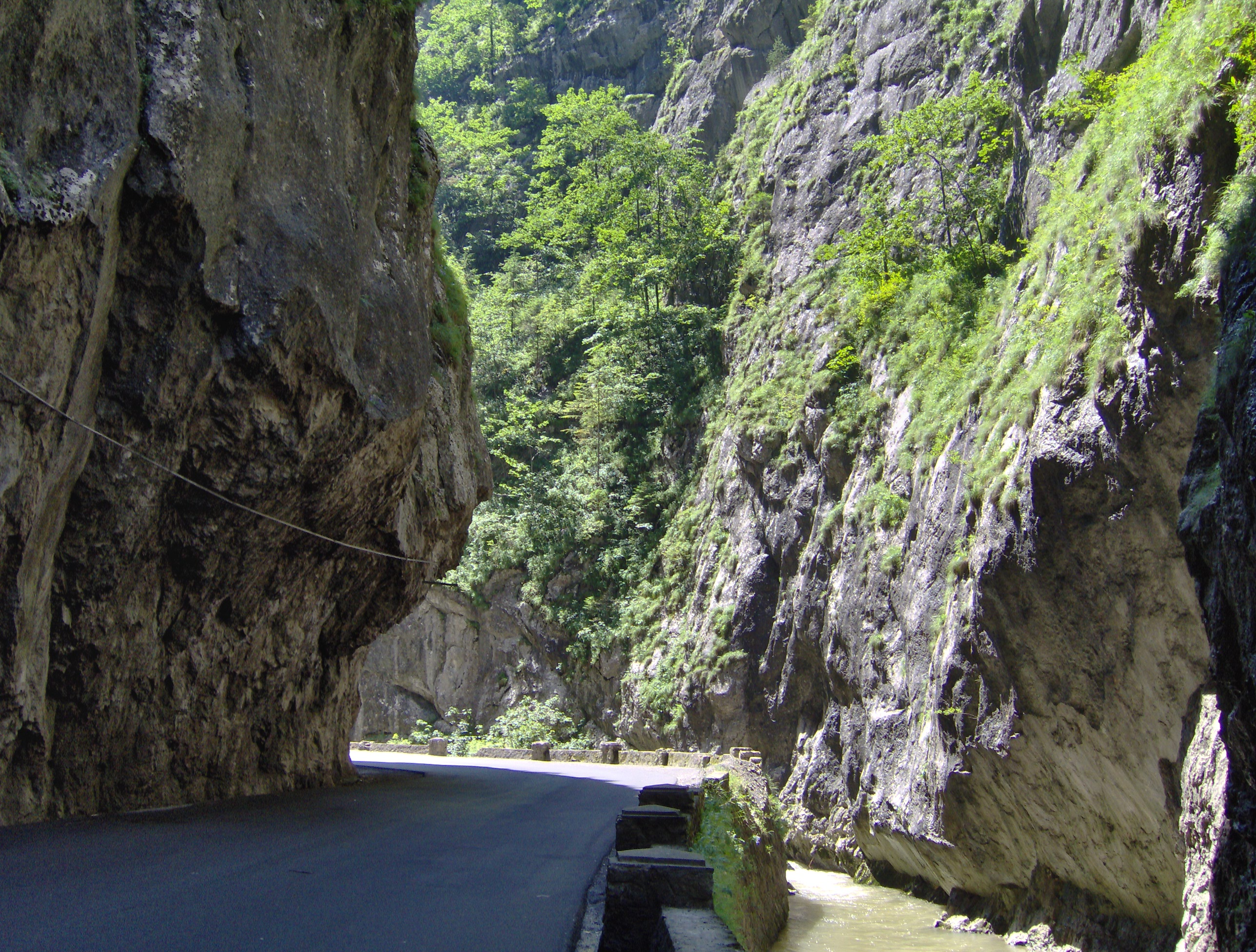
Bicaz-Chei

- Gorges de Bicaz - les gorges, le long de la rivière Bicaz, sont dues à l'érosion des calcaires et forment des paysages très spectaculaires[7].
- Le lac Izvorul Muntelui (ou Bicaz) et le barrage construit dans le village d'Izvoru Muntelui
- Le lac Roşu, lac de retenue naturel